# Suurlaid (Muhu)
Suurlaid ist eine estnische Ostsee-Insel.
Suurlaid liegt etwa 500 Meter vor der Südküste der estnischen Insel Muhu. Das nächstgelegene Dorf an der Küste von Muhu ist Pädaste.
Die Insel hat eine Gesamtfläche von 1,9 km². Sie ist sehr flach. Die höchste Stelle liegt nur 2,1 m über dem Meeresspiegel.
Um die Insel herum wurden reichhaltige Fischbestände nachgewiesen. Auf der Insel selbst wird ein Bauernhof bewirtschaftet.